# Dragovac (Zavidovići)
Pour les articles homonymes, voir Dragovac.
Dragovac (en serbe cyrillique : Драговац) est un village de Bosnie-Herzégovine. Il est situé dans la municipalité de Zavidovići, dans le canton de Zenica-Doboj et dans la fédération de Bosnie-et-Herzégovine. Selon les premiers résultats du recensement bosnien de 2013, il compte 503 habitants.

## Géographie
Le village est situé dans les faubourgs sud-est de Zavidovići, au bord de la Krivaja et à proximité de la confluence de cette rivière et de la Bosna.

## Démographie

### Évolution historique de la population dans la localité
| 1948 | 1953 | 1961 | 1971 | 1981 | 1991 | 2013 |
| ---- | ---- | ---- | ---- | ---- | ---- | ---- |
| -    | -    | 68   | 363  | 50   | 74   | 503  |

|  |